# Der Einsylbige
Der Einsylbige oder Ein dummer Diener seines Herrn ist ein Schwank in einem Aufzug von Johann Nestroy. Das Stück entstand 1829 und wurde am 16. Jänner dieses Jahres im ständischen Schauspielhaus Graz als Benefizabend für den Schauspieler Carl Kindler aufgeführt.

## Inhalt
Der Inhalt ist nicht überliefert, wenn auch aus dem Untertitel Ein dummer Diener seines Herrn auf eine Parodie des Grillparzer-Dramas „Ein treuer Diener seines Herrn“ geschlossen werden könnte.

## Werksgeschichte
Johann Nestroys Schwank ist lediglich durch einen Theaterzettel und eine Vorankündigung der Benefizvorstellung für Herrn Kindler im Grazer Aufmerksamen vom 15. Jänner 1829 bekannt. Gleichzeitig mit dem Schwank wurden an diesem Abend noch zwei weitere Lustspiele aufgeführt, nämlich „Herr von Chavigny, der Held des Zufalls“, von Eugène Scribe und Germain Delavigne sowie „Die Jugendfreundinn, oder Liebhaber und Geliebte in einer Person“, von Franz August von Kurländer. In der Ausgabe des Aufmerksamen vom 24. Jänner werden nur mehr die beiden anderen Stücke, nicht aber Nestroys Schwank besprochen. Eine weitere Aufführung lässt sich nicht feststellen.
Die Annahme, es könne sich bei Nestroys Schwank um eine Parodie von Grillparzers Werk handeln, wird durch die zeitgleiche Aufführung dieses Dramas (Premiere am 13. Dezember 1828) in Graz verstärkt, in der Johann Nestroy die kleine Rolle des Arztes gespielt haben soll. Allerdings lässt die Aufzählung der Personen kaum eine über den Titel hinausgehende Parodierung vermuten.
Johann Nestroy spielte den Kammerdiener Siegelwachs. Das Stück wurde nur einmal wiederholt, und zwar am 22. Jänner 1829.